# Unione Sportiva Ivrea 1963-1964
Questa pagina raccoglie le informazioni riguardanti l'Unione Sportiva Ivrea nelle competizioni ufficiali della stagione 1963-1964.

## Rosa
| N. |                   | Ruolo | Calciatore           |
| -- | ----------------- | ----- | -------------------- |
|    | Italia (bandiera) | C     | Giuseppe Alberti     |
|    | Italia (bandiera) | C     | Mario Annovazzi      |
|    | Italia (bandiera) | D     | Andrea Arcudi        |
|    | Italia (bandiera) | C     | Pier Angelo Ballario |
|    | Italia (bandiera) | C     | Osvaldo Barone       |
|    | Italia (bandiera) | C     | Romano Bertetto      |
|    | Italia (bandiera) |       | Crivelli             |
|    | Italia (bandiera) | P     | Giampiero De Grandi  |
|    | Italia (bandiera) |       | Ferrero              |
|    | Italia (bandiera) | D     | Renzo Grazziutti     |
|    | Italia (bandiera) | C     | Mario Invernizzi     |

| N. |                   | Ruolo | Calciatore        |
| -- | ----------------- | ----- | ----------------- |
|    | Italia (bandiera) | P     | Enzo Molteni      |
|    | Italia (bandiera) | C     | Gianluigi Negri   |
|    | Italia (bandiera) |       | Osasso            |
|    | Italia (bandiera) | C     | Gianni Paggi      |
|    | Italia (bandiera) | C     | Oreste Poggio     |
|    | Italia (bandiera) | C     | Sergio Sattolo    |
|    | Italia (bandiera) | A     | Gino Scrignar     |
|    | Italia (bandiera) | A     | Aldo Silva        |
|    | Italia (bandiera) | A     | Alessandro Stocco |
|    | Italia (bandiera) | D     | Umberto Strucchi  |
|    | Italia (bandiera) | D     | Mario Zanin       |